# Zarębki (Słopnice)
Zarębki – część wsi Słopnice w Polsce, położona w województwie małopolskim, w powiecie limanowskim, w gminie Słopnice.
W latach 1975–1998 Zarębki administracyjnie należały do województwa nowosądeckiego.